# Polimnia (Anonimo ferrarese)
Polimnia  è un dipinto tempera su tavola (116,6×70,5 cm) di un anonimo artista ferrarese, già attribuito a Francesco del Cossa o a Angelo Maccagnino, databile al 1460 circa e conservato nella Gemäldegalerie di Berlino.

## Storia
L'opera proviene dallo studiolo di Belfiore, iniziato da Lionello d'Este nel 1447 e portato avanti da suo fratello Borso fino al 1463. Dopo la distruzione del palazzo di Belfiore da un incendio nel 1632 le opere superstiti dello studiolo furono disperse. La tavola è documentata a Ferrara presso la collezione Costabili o Giovanni Barbi Cinti secondo altre fonti fino al 1885. Dopo alcuni passaggi sul mercato antiquario nel 1895 entrerà a far parte delle collezioni del Kaiser Friedrich Museum di Berlino.. Oggi se ne conoscono otto. L'identificazione con la musa Polimnia è stata a lungo confusa con altre figure, come l'Agricoltura o l'Autunno, poiché il programma iconografico, ideato dall'umanista Guarino Veronese, si basò su alcune commistioni tra le muse e altre simbologie, tratte da un commento medievale a "Le Opere e i giorni" di Esiodo, in cui esse assumevano un significato propiziatorio legato alla coltivazione dei campi.

## Descrizione e stile
Tre tavole delle Muse, tra cui Polimnia e le Euterpe e Melpomene del Museo di belle arti di Budapest, non mostrano figure assise in trono ma in piedi, sullo sfondo di un paesaggio agreste. Vengono quindi attribuite a una fase successiva della decorazione dello studiolo, ai tempi di Borso d'Este, quando il programma iconografico originario venne modificato.
La figura di Polimnia è rappresentata come una fanciulla con in mano una pala e una zappa, strumenti agricoli, oltre a un tralcio di vite; indossa una cuffia e una veste rosata, allacciata in vita a sotto il petto "all'antica".
La tavola ha un'impostazione molto diversa da altre del ciclo, come la Thalia di Michele Pannonio o la Calliope di Cosmè Tura, poiché vi si riscontra una sinteticità che limita gli elementi decorativi. L'impianto è solenne e sintetico, impostato a un senso della plasticità e di luminosità nitida ispirato a Piero della Francesca, che pure aveva lavorato a Ferrara verso il 1448-1449. Il paesaggio, dall'orizzonte particolarmente basso, è caratterizzato da una luce tersa e nitida, con una resa minuta di dettagli quali il villaggio, i pascoli i piccoli cavalieri, che ricorda la lucidità ottica della pittura fiamminga.
Il piede sinistro di Polimnia poggia sulla cornice inferiore del dipinto come a scavalcarla: si tratta di un espediente che tenta di travalicare il confine tra soggetto dipinto e spettatore, tipico della produzione di Andrea Mantegna, a cui si ispirò probabilmente l'anonimo pittore.